# Przełęcz Wolańska
Przełęcz Wolańska – przełęcz położona w Górach Sanocko-Turczańskich na wysokości 536 m n.p.m., pomiędzy szczytami Brańcowej (677 m n.p.m.) a Wysokiego Działu (640 m n.p.m.). Przełęcz oddziela pasmo Chwaniów od grupy Wysokiego Działu.
Przełęcz znajduje się na terenie wyludnionej wsi Wola Maćkowa. Przez przełęcz biegnie droga powiatowa  nr 2268R Wańkowa – Leszczowate – Wola Maćkowa – Łodyna.

## Szlaki turystyczne
- Niebieski szlak turystyczny Rzeszów – Grybów na odcinku: Ustrzyki Dolne – Kamienna Laworta – Dźwiniacz Dolny – Mosty – Przełęcz Wolańska – Brańcowa – Jureczkowa